# Премијер лига Џибутија у фудбалу
Премијер лига Џибутија у фудбалу највећи је степен фудбалских такмичења у Џибутију. Основана је 1987. године и у почетку се одржавала у току једне календарске године, док од 1996. одржава на јесен једне и на прољеће друге године, углавном од октобра до априла.
У лиги учествује 10 клубова и игра се двокружним системом, свако са сваким кући и на страни по једном. Првак иде у квалификације за КАФ лигу шампиона, док побједник Купа иде у КАФ Куп конфедерација; у зависности од позиције лиге на петогодишњој ранг листи може да има по два клуба у оба такмичења, уколико је међу првих 12, а у том случају другопласирани иде у Лигу шампиона, а трећепласирани у Куп конфедерација.
Прву титулу освојио је Естаблишмент Мерил, док је најуспјешнији клуб Али Сабих Џибути телеком са седам титула.

## Клубови
У сезони 2022/23. учествује 9 клубова након што је Форс натионал де полис одустао од такмичења.
| Клуб                     | Локација  |
| ------------------------ | --------- |
| Али Сабих Џибути телеком | Али Сабих |
| Арта/Солар 7             | Арта      |
| Гард републикан          | Џибути    |
| Дикил                    | Дикил     |
| Жендармери натионал      | Џибути    |
| Нури транзит             | Џибути    |
| Порт                     | Џибути    |
| СДК груп                 | Балбала   |
| Форс натионал де полис   | Џибути    |
| Хајабле                  | Џибути    |

## Прваци
Списак првака
- 1987: Естаблишмент Мерил
- 1988: Компањи Џибути—Етиопија
- 1989: није одржана
- 1990:  није одржана
- 1991: Ерпорт
- 1992:  није одржана
- 1993:  није одржана
- 1994: Форс натионал секурити
- 1995: Форс натионал секурити
- 1996: Форс натионал секурити
- 1996/97: Форс арм џибутен
- 1997/98: Компањи Џибути—Етиопија
- 1998/99: Форс натионал де полис
- 1999/00: Боре
- 2000/01: Форс натионал де полис
- 2001/02: Боре
- 2002/03: Жендармери натионал
- 2003/04: Жендармери натионал
- 2004/05: Компањи Џибути—Етиопија
- 2005/06: Сосијет имобилер де Џибути
- 2006/07: Компањи Џибути—Етиопија
- 2007/08: Сосијет имобилер де Џибути
- 2008/09: Али Сабих Џибути телеком
- 2009/10: Порт
- 2010/11: Порт
- 2011/12: Порт
- 2012/13: Али Сабих Џибути телеком
- 2013/14: Али Сабих Џибути телеком
- 2014/15: Али Сабих Џибути телеком
- 2015/16: Али Сабих Џибути телеком
- 2016/17: Али Сабих Џибути телеком
- 2017/18: Али Сабих Џибути телеком[6]
- 2018/19: Порт
- 2019/20: Гард републикан
- 2020/21: Арта/Солар 7
- 2021/22: Арта/Солар 7

## Успјешност клубова
| Клуб                       | Град      | Број титула | Сезоне                                                        |
| -------------------------- | --------- | ----------- | ------------------------------------------------------------- |
| Али Сабих Џибути телеком   | Али Сабих | 7           | 2008/09, 2012/13, 2013/14, 2014/15, 2015/16, 2016/17, 2017/18 |
| Форс натионал де полис     | Џибути    | 5           | 1994, 1995, 1996, 1998/99, 2000/01                            |
| Компањи Џибути—Етиопија    | Џибути    | 4           | 1988, 1997/98, 2004/05, 2006/07                               |
| Порт                       | Џибути    | 4           | 2009/10, 2010/11, 2011/12, 2018/19                            |
| Боре                       | Џибути    | 2           | 1999/00, 2001/02                                              |
| Жендармери натионал        | Џибути    | 2           | 2002/03, 2003/04                                              |
| Сосијет имобилер де Џибути | Картил    | 2           | 2005/06, 2007/08                                              |
| Арта/Солар 7               | Арта      | 2           | 2020/21, 2021/22                                              |
| Естаблишмент Мерил         | Џибути    | 1           | 1987                                                          |
| Ерпорт                     | Џибути    | 1           | 1991                                                          |
| Форс арм џибутен           | Џибути    | 1           | 1996/97                                                       |
| Гард републикан            | Џибути    | 1           | 2019/20                                                       |

## Најбољи стријелци
| Сезона   | Играч               | Клуб                       | Број голова |
| 1988.    | Ифтим               | АЦПМ                       | 12          |
| 2002/03. | [Хусеин Абдулгани   | Тотал                      | 34          |
| 2003/04. | Мохамед Салад       | Тотал                      | 7           |
| 2008/09. | [[Либан Мохамед     | Геле батал                 | 22          |
| 2009/10. | Аден Чармеке]]      | Порт                       | 19          |
| 2011/12. | Магди Галал         | Порт                       | 20          |
| 2013/14. | Либан Мохамед       | Геле батал Гард републикан | 20          |
| 2020/21. | Габријел Дадзи      | Арта/Солар 7               | 26          |
| 2021/22. | Габријел Дадзи      | Арта/Солар 7               | 18          |
| 2022/23. | Махди Хусеин Махабе | Арта/Солар 7               | 6           |